# كأس الاتحاد الأوروبي 1999–2000
كأس الاتحاد الأوروبي 1999–2000 (بالإنجليزية: 1999–2000 UEFA Cup)‏ هو الموسم التاسع والعشرون من كأس الاتحاد الأوروبي. وفاز به غلطة سراي التركي للمرة الأولى في تاريخه، وذلك بعد فوزه في النهائي على أرسنال الإنكليزي بركلات الترجيح بعد انتهاء المباراة بالتعادل 0-0.